# Гура-Веїй (Мехедінць)
Гура-Веїй (рум. Gura Văii) — село у повіті Мехедінць в Румунії. Адміністративно підпорядковане місту Дробета-Турну-Северин.
Село розташоване на відстані 281 км на захід від Бухареста, 8 км на північний захід від Дробета-Турну-Северина, 106 км на захід від Крайови.

## Населення
За даними перепису населення 2002 року у селі проживали 1652 особи, з них 1642 особи (99,4%) румунів. Рідною мовою 1645 осіб (99,6%) назвали румунську.